# مرغ توفان بزرگ‌بال هاوایی
مرغ توفان بزرگ‌بال هاوایی (نام علمی: Pterodroma sandwichensis) نام یک گونه از تیره کبوتردریاییان است که پرهای خاکستری مایل به قهوه‌ای و سری کشیده‌تر از دیگر گونه‌های این تیره دارد